# اواس/۲
OS/2 سیستم‌عاملی برای کامپیوترهای شخصی است که توسط مایکروسافت و آی‌بی‌ام ساخته شد و بعد به تنهایی توسط آی‌بی‌ام توسعه یافت. نامش کوتاه شده Operating System/2 (سیستم‌عامل/۲) است، زیرا به عنوان سیستم‌عامل ترجیح داده شده برای سیستم‌های شخصی/2 (Personal System/2 (PS/۲))، خطِ نسل دوم کامپیوترهای شخصی معرفی شده بود. OS/2 دیگر توسط آی‌بی‌ام فروخته نمی‌شود و پشتیبانی از آن از ۳۱ دسامبر ۲۰۰۶ پایان یافت.
قرار بود OS/2 جانشین حفاظت شده‌ای برای MS-DOS و ویندوز مایکروسافت باشد. قابل توجه است که فراخوان‌های سیستم (system calls) پایه بعد از فراخوان‌های MS-DOS مدل‌سازی شدند؛ حتی نامهایشان با "DOS" شروع می‌شد و ممکن بود برنامه‌های کاربردی حالت خانواده (family mode) ساخته شوند:برنامه‌های کاربردی حالت متنی که می‌توانند روی هر دو سیستم کار کنند. به همین خاطر، OS/2 در بسیاری زمینه‌ها به ویندوز شبیه است، همچنین شباهت‌هایی هم به Unix و زنیکس دارد.
توسعهٔ OS/2 وقتی شروع شد که آی‌بی‌ام و مایکروسافت در اوت ۱۹۸۵ قرارداد توسعهٔ مشترکی را امضا کردند. هرچند، دو سال طول کشید تا محصول اول تحویل داده شود.
OS/2 1. 0 در آوریل ۱۹۸۷ منتشر شد و در دسامبر به عنوان یک سیستم‌عامل فقط متنی ارائه شد. به هر حال، آن یک رابط برنامهٔ کاربردی (API) توانگر را برای کنترل نمایش تصویر (video display (VIO)) و به کار بردن کیبورد و رویدادهای ماوس به صورت یک بایوس حفاظت شده نشان می‌داد. همچنین، تصویر و کیبورد رابط برنامهٔ کاربردی (API) برای برنامه‌های حالت خانواده (family mode) در حال اجرا در MS-DOS قابل استفاده بودند. یک جابجا کنندهٔ وظیفه به نام «انتخاب کنندهٔ برنامه» از راه ترکیب کلیدهای ترکیبی Crt+Esc قابل دسترس بود و به کاربر اجازه می‌داد از میان جلسه‌های حالت‌های متنی چند وظیفه‌ای یکی را انتخاب کند (و یا گروه‌های تصویری که می‌توانستند چند برنامه را اجرا کنند).
ارتباطات و تمدیدات پایگاه داده گرا در سال ۱۹۸۸ به عنوان ویراست تمدید شدهٔ OS/2 1. 0 تحویل داده شدند:SNA,X. 25/APPC/LU 6. 2، شبکه محلی manager,Query manager, SQL.
مدیر معرفی (Presentation Manager)، رابط گرافیکی کاربرانی که قول داده شده بود، با OS/2 1. 1 در نوامبر ۱۹۸۸ معرفی شد. با فونتهای متناسب، این یک پیشرو برای ظاهر ویندوز بعدی ۳. ۰ بود.
ویراست تمدید شدهٔ ۱. ۱ پشتیبانی پایگاه داده توزیع شده را معرفی کرد.
نسخهٔ ۱. ۲ سیستم‌های فایل قابل نصب به ویژه سیستم فایل HPFS را معرفی کرد. HPFS پیشرفتهایی را برای سیستم‌های فایل FAT، شامل نام‌های طولانی و شکلی از جریان داده متناوب نه نام ویژگی‌های توسعه یافته فراهم می‌کرد. همچنین، ویژگی‌های توسعه یافته به سیستم فایل FAT هم افزوده می‌شدند.
ویراست توسعه یافتهٔ ۱. ۲ پشتیبانی مجموعه پروتکل اینترنتو اترنت را معرفی کرد.
OS/2 و کتاب‌های مربوط به ویندوز سال‌های پایانی دههٔ ۱۹۸۰، وجود هر دوی سیستم‌ها و OS/2 ی ارتقا داده شده را به عنوان سیستمی برای آینده تصدیق کردند.

## سازگاری DOS
به خاطر محدودیت‌های پردازنده ی اینتل ۸۰۲۸۶، OS/2 1. x می‌توانست در لحظه تنها یک برنامهٔ DOS را اجرا کند و این کار را به گونه‌ای می‌کرد که به برنامه‌های DOS اجازه می‌داد کنترل کاملی روی کامپیوتر داشته باشند. مشکلی در حالت DOS می‌توانست کل کامپیوتر را از کار بیندازد. در مقابل، OS/2 2. 0 می‌توانست از حالت مجازی ۸۰۸۶ پردازندهٔ ۸۰۳۸۶ اینتل برای ساخت یک ماشین مجازی بسیار امن تر برای اجرای برنامه‌های DOS بهره ببرد. این یک دستهٔ پهناور از گزینه‌های پیکر بندی برای بهینه ساختن کارایی و تواناییهای داده شده به هر برنامهٔ DOS را شامل می‌شد.
مانند بسیاری از محیط‌های ۳۲ بیتی، OS/2 نمی‌توانست برنامه‌های حالت حفاظت شدهٔ DOS را با استفاده از رابط VCPI قدیمی تر اجرا کند، برخلاف حالت استاندارد ویندوز ۳. ۰ و ۳. ۱؛ این فقط 

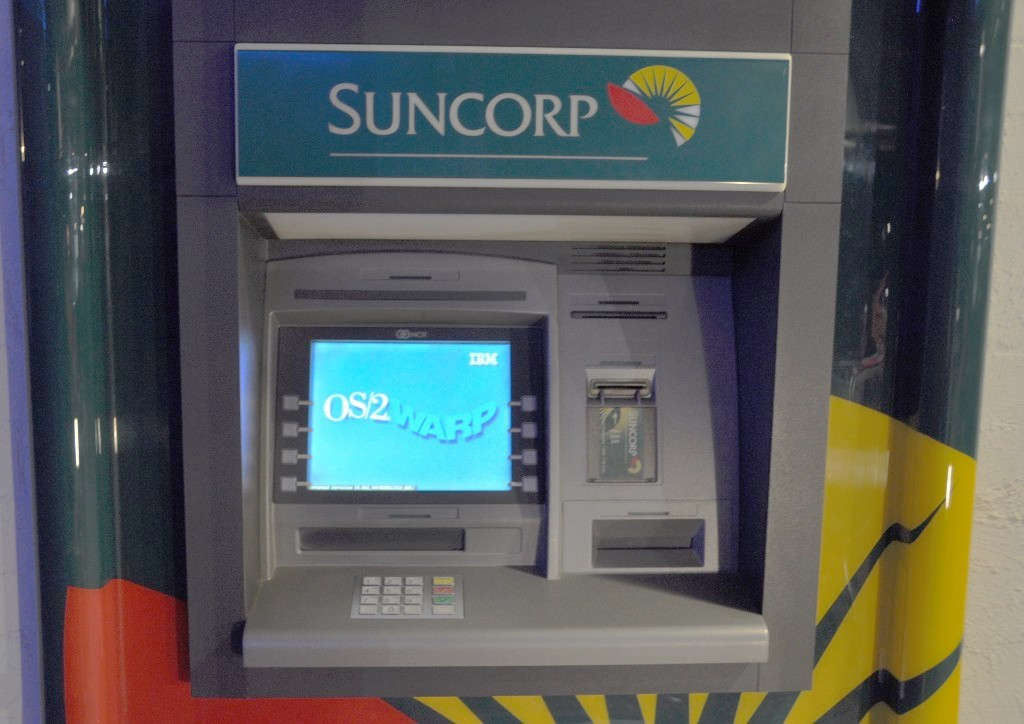
دستگاه خودپرداز با سیستم عامل اواس/۲ رپ در استرالیا

برنامه‌های نوشته شده بر اساس DPMI را پشتیبانی می‌کرد.
بر خلاف ویندوز NT, OS/2 همیشه به برنامه‌های DOS امکان پوشش گذاری وقفه‌های واقعی سخت‌افزار را می‌داد، بنابراین هر برنامهٔ DOS اینگونه می‌توانست ماشین را از کار بیندازد. OS/2 هم چنین می‌توانست از یک سگ نگهبان سخت‌افزار بر روی ماشین‌های انتخاب شده (بر خلاف آی‌بی‌ام) برای شکستن یک بن‌بست استفاده کند. سپس نسخهٔ ۳. ۰ پردازنده‌های توسعه یافتهٔ ۴۸۶ اینتل - پرچم مجازی وقفه- را برای حل این مشکل به کار برد.

## سازگاری ویندوز 3. x
توانایی ویندوز ۳. ۰ (و پس از ویندوز ۳. ۱) با وفق دادن اجزای کد حالت کاربر ویندوز برای اجرا درون ماشین DOS مجازی به دست آمده بود. در اصل، یک نسخهٔ تقریباً کامل کد ویندوز با خود OS/2 شامل شده بود. ویندوز ۳. ۰ در OS/2 2. 0، و ویندوز ۳. ۱ در OS/2 2. 1؛ هرچند سپس آی‌بی‌ام نسخه‌ای از OS/2 را توسعه داد که می‌توانست از هر نسخه‌ای از ویندوز که کاربر پیشتر نصب کرده بود استفاده کند، در همان فرایند آن را سر هم کند و قیمت یک ویندوز اضافی را پس‌انداز کند. این می‌توانست هم با استفاده از درایوهای تصویری خودش تمام صفحه اجرا شود و هم به صورت یک پارچه، جایی که برنامه‌های ویندوز مستقیماً روی دسکتاپ OS/2 نمایان می‌شوند.
این فرایند شامل ویندوز، دسترسی پهناور منصفانه به سخت‌افزار را می‌داد، به ویژه تصویر، و نتیجه این بود که جابجایی بین یک جلسهٔ WinOS/2 و پوستهٔ محل کار می‌توانست گهگاه پی آمدهایی را موجب شود.
به خاطر اینکه OS/2 فقط اجزای سیستم حالت کاربر ویندوز را اجرا می‌کرد، با درایوهای دستگاه‌های ویندوز (VxDs) سازگار نبود و نرم‌افزارهای کاربردی به آن‌ها نیاز داشتند.
چندین برنامهٔ کاربردی ویندوز در یک تک فرایند ویندوز اجرا می‌شدند، درست مانند ویندوزهای بومی. برای دستیابی به یک جداسازی درست بین برنام‌های ویندوز 3. x, OS/۲ به چندین کپی موازی از ویندوز نیاز داشت. این روش به منابع سیستمی قابل توجهی، به ویژه حافظه نیاز داشت. مایکروسافت از یک روش ساده‌تر در ویندوز NT استفاده می‌کرد، ترجمهٔ فراخوان‌های سیستم ویندوز ۱۶ به ویندوز ۳۲ به معنی لایهٔ سازگاری ویندوز روی ویندوز (Windows-on-Windows). این کار روی OS/2 ممکن نبود زیرا رابط برنامهٔ کاربردی (API) آن به کلی متفاوت بود. ممکن بود از DDE بین OS/2 و برنامه‌های کاربردی ویندوز استفاده شود، و OLE فقط بین برنامه‌های کاربردی ویندوز.

## ویژگی‌های محلی
OS/2 2. 0 یک API ی ۳۲ بیتی برای برنامه‌های محلی فراهم می‌کرد، گرچه سیستم‌عامل خودش ترکیبی از کدهای ۱۶ بیتی و ۳۲ بیتی بود. باز یک محیط رابط گرافیکی کاربر (GUI) تازه به نام پوستهٔ محل کار (Workplace Shell) را شامل می‌شد. این رابط گرافیکی کاربر تمام شی گرا بود که از حرکت مهم از سوی رابط گرافیکی کاربر گذشته بود تا صرفاً فراهم کنندهٔ یک محیط برای برنامه‌های ویندوز (مانند مدیر برنامه‌ها)، پوستهٔ محل کار محیطی را فراهم کند تا کاربر بتواند برنامه‌ها، فایل‌ها و دستگاه‌ها را با دستکاری اشیا ی روی صفحه مدیریت کند.
عامل مهم دیگری که در گسترش و پذیرش OS/2 و نسخه‌های بعد OS/2 ی گروهی مؤثر بود، تشکیل گروه مدافع منشأ بود که در سال ۱۹۹۲ پا گرفت.

## فناوری
سیستم گرافیک لایه‌ای به نام مدیر نمایش دارد که پنجره‌ها، فونت‌ها و آیکون‌ها را مدیریت می‌کند. این به وابستگی به یک نسخهٔ غیر شبکه از X11 یا GDI ویندوز شبیه است. از همه مهم‌تر، پوستهٔ محل کار (WPS) در OS/2 2. 0 معرفی شد. WPS یک پوستهٔ شیء گراست که به کاربر اجازه می‌دهد وظایف حساب کردن سنتی مانند دسترسی به فایل‌ها، پرینتر‌ها، اجرا کردن برنامه‌های ارثی و وظایف پیشرفتهٔ شیء گرا را با استفاده از درون ساخت و اشیای کاربردی دستهٔ سوم که پوسته را در یک سبک مجتمع که روی هیچ سیستم‌عامل اصلی دیگری در دسترس نیست را انجام دهد. WPS از استانداردهای دسترسی مشترک کاربر آی‌بی‌ام پیروی می‌کند.
فروشندگان سخت‌افزار برای پشتیبانی درایورهای دستگاه برای سیستم‌عامل‌های متناوب شامل OS/2 و لینوکس بی میل بودند و این کاربران را با انتخاب‌های فروشندگان محدودی رها می‌کرد. برای برجسته کردن این نسخه برای کارتهای ویدئویی، آی‌بی‌ام نسخهٔ کاهش یافته‌ای از درایورهای گرافیک Scitech را ارائه کرد که به کاربران اجازه می‌داد از میان تعداد زیادی کارت پشتیبانی شده یکی را به وسیلهٔ طراحی درایور وابسته به Scitech انتخاب کنند.
WPS اشیایی از جمله دیسکها، فولدرها، فایل‌ها، اشیای برنامه و پرینترها را با استفاده از مدل شیء سیستم (SOM) نمایش می‌دهد که به کد اجازه می‌دهد با برنامه‌های کاربردی که ممکن است در زبان‌های برنامه‌نویسی دیگری نوشته شده باشند، به اشتراک گذاشته شود. یک نسخهٔ توزیع شده به نام DSOM به اشیای کامپیوترهای مختلف اجازه می‌داد با هم ارتباط برقرار کنند. DSOM بر CORBA پایه‌گذاری شده‌است. SOM شبیه و یک رقیب مستقیم برای مدل شیء اجزای مایکروسافت است. SOM و DSOM دیگر توسعه نیافتند.
OS/2 همچنین یک پیشرفت اساسی در توسعهٔ برنامه‌های کاربردی با فناوری اسناد مرکب به نام سندِباز (OpenDoc) را شامل می‌شود که Apple آن را توسعه داد. OpenDoc جذابیت را به عنوان یک فناوری ثابت کرد ولی به شکل وسیع مورد استفاده قرار نگرفت ویا توسط کاربران و توسعه دهندگان پذیرفته نشد. OpenDoc هم دیگر توسعه نیافت.
توانایی‌های چند رسانه‌ای OS/2 به وسیلهٔ دستورهای رابط کنترل رسانه (Media Control Interface commands) قابل دسترسی هستند. واپسین بروز رسانی (دسته‌بندی شده توسط نسخهٔ آی‌بی‌ام پلاگین‌های Netscape Navigator) پشتیبانی فایل‌های MPEG را افزود. پشتیبانی فرمت‌های جدید مانند PNG، جی‌پی‌ئی‌جی پیشرفت کننده، DivX, OGG وام‌پی‌تری از قسمت‌های سوم می‌آید. گاهی این با سیستم چند رسانه ای یکی می‌شود ولی در ارائه‌های دیگر این به عنوان یک برنامهٔ کاربردی جداگانه است.
پشتهٔ TCP/IP بر پشتهٔ کد باز BSD پایه‌گذاری شده‌است.